# Пирони, Дидье
Дидье́ Пирони́ (фр. Didier Pironi; 26 марта 1952, Вилькрен, Сена и Уаза, Франция — 23 августа 1987, Уайт, Великобритания) — французский автогонщик, вице-чемпион Формулы-1 (1982), победитель «24 часов Ле-Мана» (1978).

## Биография

### До Формулы-1
Интерес к автоспорту у Дидье возник под влиянием сводного брата Жозе Долэна. В 1974 и 1976 стал чемпионом Европейской Формулы-Renault. Также в 1976 году дебютировал в Ле-Мане.
В 1977 году выступал в Формуле-2 за команду Renault. Его партнёром по команде был Рене Арну, ставший чемпионом Формулы-2 1977 года. Пирони выиграл этап Формулы-2 в Эшториле и занял по итогам сезона 1977 третье место, с 38 очками.

### Выступления в Формуле-1 за Tyrrell (1978—1979)
По окончании сезона 1977 Формулы-2 Дидье Пирони подписал контракт с командой Формулы-1 Tyrrell. Пирони набрал по одному очку за 6 место во второй и третьей гонках сезона 1978 Формулы-1 — Гран-при Бразилии и ЮАР. Также он финишировал в первой шестёрке в Монако, Бельгии и Германии. По итогам сезона Дидье Пирони занял 15 место, с 7 очками, и выступил заметно скромнее, чем его партнёр по команде — Патрик Депайе, занявший в чемпионате 5 место и одержавший победу в Монако. Однако большого успеха Пирони достиг в гонках спорткаров, выиграв 24 часа Ле-Мана 1978.
В начале сезона 1979 Формулы-1 Дидье Пирони занял 4 место в Гран-при Бразилии. В Бельгии Пирони впервые в карьере пришёл на подиум (3 место), а в Гран-при США, последней гонке сезона, повторил этот успех. В чемпионате пилотов Дидье Пирони занял 10 место. Он набрал 14 очков, столько же, сколько его партнёр по Tyrrell Жан-Пьер Жарье.

### Выступления за Ligier (1980)
В 1980 Дидье Пирони перешёл в Ligier. В первой половине сезона Пирони четырежды подряд набирал очки: после 4 места в Бразилии последовал подиум в Южной Африке. В Лонг-Бич пилот занял 6 место, а в Бельгии одержал свою первую победу в Формуле-1, лидируя от старта до финиша. В следующем этапе сезона — Гран-при Монако — Пирони впервые в карьере стартовал с поул-позиции, но попал в аварию. Затем Дидье Пирони занял 2 место в домашнем Гран-при Франции. Он вновь стартовал с поула в Великобритании, но, как и в Монако, не добрался до финиша. Пирони финишировал третьим в двух финальных гонках сезона — Гран-при Канады и США. В общем зачёте Дидье Пирони занял 5 место, набрав 32 очка.

### Первый сезон в Ferrari (1981)
После успешного сезона 1980 Пирони перешёл в Scuderia Ferrari. Сезон 1981 Формулы-1 стал для Дидье неудачным: он выступил гораздо слабее партнёра по команде Жиля Вильнёва, ни разу не придя на подиум. Лучшим результатом Пирони в сезоне стало четвёртое место в Монако. До этого, в Бельгии, Дидье стартовал третьим. Вскоре он потребовал остановить гонку красными флагами. Столкнулись пилоты Arrows Риккардо Патрезе и Зигфрид Стор, был сбит и серьёзно травмирован механик Arrows, но гонка продолжалась. Тогда Пирони остановился прямо на прямой и заблокировал трассу. После рестарта пилот Ferrari захватил лидерство в гонке, обогнав Карлоса Ройтемана, но впоследствии из-за проблем с тормозами откатился на восьмое место. Пирони нередко испытывал проблемы с техникой и в других гонках. В чемпионате он занял лишь 13 место, с 9 очками.

### Вице-чемпионство в 1982
Дидье Пирони остался в Ferrari на сезон 1982. В первых трёх Гран-при сезона он набрал лишь одно очко. И он, и Вильнёв испытывали проблемы с техникой, случались и аварии. Однако в Гран-при Сан-Марино, где многие команды отказались от участия из-за конфликта FISA и FOCA, пилоты Ferrari наконец-то шли на первых двух местах. За 15 кругов до финиша лидировал Жиль Вильнёв, за ним шёл Дидье Пирони, далеко позади — все остальные. Команда начала показывать пилотам таблички с требованием замедлиться. В этот момент Дидье Пирони обогнал своего напарника. В последующие несколько кругов они многократно менялись местами, а непосредственно на последнем круге вновь на первое место вышел Дидье, воспользовавшись расслабленностью Жиля, уверенного, что предыдущие действия Пирони — это просто часть шоу для итальянской публики. Всё это привело к ссоре между пилотами. Во время следующего этапа сезона, Гран-при Бельгии, Жиль Вильнёв разбился насмерть в квалификации в попытке превзойти время, показанное Пирони. Команда после этой трагедии решила пропустить гонку.
В следующих двух Гран-при Дидье Пирони пришёл на подиум. В Канаде он стартовал с поула, но заглох на старте. В его машину врезался пилот Osella Риккардо Палетти и скончался от полученных травм и несвоевременно оказанной из-за пожара медицинской помощи.
Пирони выиграл следующий этап сезона — Гран-при Нидерландов. В этой гонке новым его напарником стал Патрик Тамбе. Второе место в Великобритании позволило Дидье стать лидером чемпионата; на подиум он приехал также и в родной Франции.
В Гран-при Германии Пирони квалифицировался на поул-позиции, но в квалификационном заезде он в пелене брызг налетел на медленно ехавший Renault Алена Проста и получил тяжёлые травмы ног. Это оборвало карьеру Дидье в автоспорте. Набранных 39 очков французу хватило, чтобы стать вице-чемпионом по итогам сезона, с отставанием всего в 5 очков от победителя Кеке Росберга, даже несмотря на то, что Пирони пропустил пять финальных гонок 1982 года.

### После Формулы-1
После полученных в Гран-при Германии травм Пирони уже не мог быть автогонщиком. Он стал заниматься другим спортом — гонками на моторных лодках.
23 августа 1987 года в возрасте 35 лет Дидье Пирони вместе с двумя напарниками погиб около острова Уайт после того, как гоночный катер Colibri взлетел и перевернулся на волне, поднятой танкером.

## Выступления в автоспорте

### Формула-1
| Легенда к таблице |                                                                    |
| --- | ------------------------------------------------------------------ |
| В таблице перечислены результаты всех Гран-при Формулы-1, в которых принимал участие гонщик. Строками таблицы являются сезоны, столбцами — этапы чемпионата мира. В каждой клетке указаны сокращённое название этапа и результат, дополнительно обозначенный цветом. Расшифровка обозначений и цветов представлена в нижеследующей таблице. |                                                                    |
| \| Пример \| Описание \| \| ------------ \| ------------------------------------------------------------------ \| \| 1 \| Победитель \| \| 2 \| Второе место \| \| 3 \| Третье место \| \| 5 \| Финишировал, заработав очки \| \| Сход \| Не финишировал, но при этом заработал очки \| \| 12 \| Финишировал, не получив очков \| \| НКЛ \| Финишировал, но не попал в финальную классификацию \| \| 15 \| Участвовал вне зачёта, либо по отдельной классификации \| \| 18 \| Не финишировал, но попал в финальную классификацию \| \| Сход \| Не финишировал \| \| НКВ \| Не прошёл квалификацию \| \| НПКВ \| Не прошёл предквалификацию \| \| ДСК \| Дисквалифицирован \| \| ИСК \| Исключён из протокола соревнований \| \| ТТ \| Заявлен для участия только в тренировках \| \| НС \| Участвовал в квалификации, но не стартовал в гонке \| \| Т \| Травмирован или болен \| \| ОТК \| Отказ от участия \| \| НТР \| Прибыл на соревнования, но на трассу не выезжал \| \| НПР \| Был заявлен в числе участников, но не прибыл к началу соревнований \| \| О \| Соревнования отменены \| \| \| Не участвовал \| \| Поул-позиция \| \| \| Быстрый круг \| \| |                                                                    |
| Пример | Описание                                                           |
| 1 | Победитель                                                         |
| 2 | Второе место                                                       |
| 3 | Третье место                                                       |
| 5 | Финишировал, заработав очки                                        |
| Сход | Не финишировал, но при этом заработал очки                         |
| 12 | Финишировал, не получив очков                                      |
| НКЛ | Финишировал, но не попал в финальную классификацию                 |
| 15 | Участвовал вне зачёта, либо по отдельной классификации             |
| 18 | Не финишировал, но попал в финальную классификацию                 |
| Сход | Не финишировал                                                     |
| НКВ | Не прошёл квалификацию                                             |
| НПКВ | Не прошёл предквалификацию                                         |
| ДСК | Дисквалифицирован                                                  |
| ИСК | Исключён из протокола соревнований                                 |
| ТТ | Заявлен для участия только в тренировках                           |
| НС | Участвовал в квалификации, но не стартовал в гонке                 |
| Т | Травмирован или болен                                              |
| ОТК | Отказ от участия                                                   |
| НТР | Прибыл на соревнования, но на трассу не выезжал                    |
| НПР | Был заявлен в числе участников, но не прибыл к началу соревнований |
| О | Соревнования отменены                                              |
| | Не участвовал                                                      |
| Поул-позиция |                                                                    |
| Быстрый круг |                                                                    |

Жирным шрифтом обозначены поул-позиции, курсивом — быстрые круги.
| Год  | Команда          | 1        | 2        | 3        | 4        | 5        | 6        | 7        | 8        | 9        | 10       | 11       | 12       | 13       | 14       | 15     | 16    | Место | Очки |
| ---- | ---------------- | -------- | -------- | -------- | -------- | -------- | -------- | -------- | -------- | -------- | -------- | -------- | -------- | -------- | -------- | ------ | ----- | ----- | ---- |
| 1978 | Team Tyrrell     | АРГ 14   | БРА 6    | ЮАР 6    | СШЗ Сход | МОН 5    | БЕЛ 6    | ИСП 12   | ШВЕ Сход | ФРА 10   | ВЕЛ Сход | ГЕР 5    | АВТ Сход | НИД Сход | ИТА НС   | США 10 | КАН 7 | 15    | 7    |
| 1979 | Team Tyrrell     | АРГ НС   | БРА 4    | ЮАР Сход | СШЗ ДСК  | ИСП 6    | БЕЛ 3    | МОН Сход | ФРА Сход | ВЕЛ 10   | ГЕР 9    | АВТ 7    | НИД Сход | ИТА 10   | КАН 5    | США 3  |       | 10    | 14   |
| 1980 | Equipe Ligier    | АРГ Сход | БРА 4    | ЮАР 3    | СШЗ 6    | БЕЛ 1    | МОН Сход | ФРА 2    | ВЕЛ Сход | ГЕР Сход | АВТ Сход | НИД Сход | ИТА 6    | КАН 3    | США 3    |        |       | 5     | 32   |
| 1981 | Scuderia Ferrari | СШЗ Сход | БРА Сход | АРГ Сход | САН 5    | БЕЛ Сход | МОН 4    | ИСП 15   | ФРА 5    | ВЕЛ Сход | ГЕР Сход | АВТ 9    | НИД Сход | ИТА 5    | КАН Сход | СИЗ 9  |       | 13    | 9    |
| 1982 | Scuderia Ferrari | ЮАР 18   | БРА 6    | СШЗ Сход | САН 1    | БЕЛ ОТК  | МОН 2    | ДЕТ 3    | КАН 9    | НИД 1    | ВЕЛ 2    | ФРА 3    | ГЕР НС   | АВТ      | ШВА      | ИТА    | СИЗ   | 2     | 39   |

### 24 часа Ле-Мана
| Год  | Класс | №  | Команда               | Напарник(и)                    | Машина                            | Круги | ОП   | КП   |
| ---- | ----- | -- | --------------------- | ------------------------------ | --------------------------------- | ----- | ---- | ---- |
| 1976 | 4     | 65 | Porsche Kremer Racing | Мари-Клод Шармассон Боб Воллек | Porsche 934                       | 270   | 19   | 5    |
| 1977 | 6     | 16 | Equipe de Chaunac     | Рене Арну Ги Фреклен           | Renault Alpine A442               | 0     | Сход | Сход |
| 1978 | 6     | 2  | Renault Sport         | Жан-Пьер Жоссо                 | Renault Alpine A442B «Bubble Top» | 369   | 1    | 1    |
| 1980 | IMSA  | 83 | BMW France            | Дитер Квестер Марсель Миньо    | BMW M1                            | 293   | 14   | 4    |